# Atollen van Tokelau
Tokelau is geografisch en politiek onderverdeeld in drie atollen, die op nationaal vlak worden vertegenwoordigd door een faipule (lokaal chef annex nationaal minister) die gedurende een jaar van zijn driejarige ambtstermijn ook premier is van het hele territorium.
| Atol     | Bestuurlijk centrum | Inwoners              | Oppervlakte | Oppervlak lagune | Aantal eilanden | Faipule (premier vet) | Kaart |
| -------- | ------------------- | --------------------- | ----------- | ---------------- | --------------- | --------------------- | ----- |
| Atafu    | Atafu               | 524 (2006)            | 2,5 km²     | 17 km²           | 42              | Kuresa Nasau          |       |
| Fakaofo  | Fale                | 483 (2006)            | 3 km²       | 45 km²           | 62              | Foua Toloa            |       |
| Nukunonu | Nukunonu            | 426 (2006)            | 4,7 km²     | 90 km²           | 24              | Pio Tuia              |       |
| Totaal   | (geen)              | 1416 (schatting 2009) | 10 km²      | 152 km²          | 128             | Kuresa Nasau          |       |

Merk op dat Swains geografisch, cultureel en linguïstisch ook tot Tokelau behoort, maar staatkundig een deel is van Amerikaans-Samoa.

Atafu · Fakaofo · Nukunonu